# Frankrikes Grand Prix 2004
Frankrikes Grand Prix 2004 var det tionde av 18 lopp ingående i formel 1-VM 2004.

## Rapport
Fernando Alonso i Renault tog pole position, 0,3 sekunder före den dittills överlägsne Michael Schumacher i Ferrari. I det andra ledet stod David Coulthard i McLaren och Jenson Button i BAR. Jarno Trulli i Renault kvalade in som femma och Juan Pablo Montoya i Williams som sexa. I det fjärde startledet stod Takuma Sato i BAR och testföraren Marc Gené, som ersatte den skadade Ralf Schumacher i Williams.
Kimi Räikkönen i McLaren kvalade in som nia och Rubens Barrichello i Ferrari, som hade problem under förkvalet och därför tvingades gå ut som förste förare i det ordinarie kvalet, stod på den tionde rutan.
Alonso tog starten och ledde in i första kurvan före Schumacher och Trulli, som gjorde en kanonstart och passerade Coulthard, som även blev omkörd av Button. Loppet var till en början en tämligen statisk tillställning där Schumacher skuggade Alonso fram till dennes första depåstopp redan på elfte varvet. Schumacher kunde inte utnyttja detta då Alonso gick i depå tre varv senare och behöll ledningen fram till det andra depåstoppet, då Schumacher satte in sin stöt och tog över ledningen.
Det visade sig nu att Ferrari och Schumacher hade ändrat strategin till fyra depåstopp istället för de planerade tre. Schumacher hade dock tillräckligt stor marginal innan han på varv 58 gick i depå för fjärde gången och vann före Alonso. Barrichello kom trea från sin tionde startposition tack vare en bra strategi och en omkörning av Trulli i näst sista kurvan på det sista varvet. 
Button slutade femma och Coulthard, vars McLaren inte hade riktigt samma fart som i kvalet,  slutade sexa och hans stallkompis Räikkönen sjua. Montoya, som snurrade i den sista chikanen under ett varv, slutade åtta.

## Resultat
1. Michael Schumacher, Ferrari, 10 poäng
2. Fernando Alonso, Renault, 8
3. Rubens Barrichello, Ferrari, 6
4. Jarno Trulli,  Renault, 5
5. Jenson Button, BAR-Honda,4
6. David Coulthard, McLaren-Mercedes, 3
7. Kimi Räikkönen, McLaren-Mercedes, 2
8. Juan Pablo Montoya, Williams-BMW, 1
9. Mark Webber, Jaguar-Cosworth
10. Marc Gené, Williams-BMW
11. Christian Klien, Jaguar-Cosworth
12. Giancarlo Fisichella, Sauber-Petronas
13. Felipe Massa, Sauber-Petronas
14. Cristiano da Matta, Toyota
15. Olivier Panis, Toyota
16. Nick Heidfeld, Jordan-Ford
17. Giorgio Pantano, Jordan-Ford
18. Gianmaria Bruni, Minardi-Cosworth

### Förare som bröt loppet
- Zsolt Baumgartner, Minardi-Cosworth (varv 31, snurrade av)
- Takuma Sato, BAR-Honda (15, motor)

## VM-ställning
| Förarmästerskapet 1. Michael Schumacher, Ferrari, 90 2. Rubens Barrichello, Ferrari, 68 3. Jenson Button, BAR-Honda, 48 | Konstruktörsmästerskapet 1. Ferrari, 158 2. Renault, 79 3. BAR-Honda, 62 |